# Jason Bakke
Jason Bakke es un ciclista profesional sudafricano nacido el 11 de diciembre de 1989 en Durban que fue profesional de 2008 a 2013.

## Palmarés
2010
- 1 etapa del Tour de Ruanda

## Equipos
- House of Paint (2008-2009)
- Team Bonitas (2011-2012)
- La Pomme Marseille (2013)